# Stephen P. Ryder

Jack the Ripper! Few names in history are as instantly recognizable. Fewer still evoke such vivid images: noisome courts and alleys, hansom cabs and gaslights, swirling fog, prostitutes decked out in the tawdriest of finery, the shrill cry of newsboys - and silent, cruel death personified in the cape-shrouded figure of a faceless prowler of the night, armed with a long knife and carrying a black Gladstone bag. 
Philip Sugden, The Complete History of Jack the Ripper 

Stephen P. Ryder comenzó Casebook: Jack the Ripper en 1996, originalmente sólo para divulgar algunos artículos de su autoría, en torno a una temática que el propio autor inicialmente llamó "Maybrick diary" ("Diario de Maybrick").
Con el paso del tiempo el citado escritor y analista siguió investigando el caso, y con la ayuda de muchos otros entusiastas en esta temática, el registro rápidamente se transformó en un sitio web de estreno sobre el enigmático sujeto popularmente llamado Jack el Destripador (en inglés Jack the Ripper, en francés Jack l'Éventreur, en portugués Jack o Estripador, en catalán Jack l'Esbudellador). Pronto este sitio digital comenzó a ser mencionado por prestigiosas empresas mediáticas, como por ejemplo The Sunday Times, The New York Times, Yahoo! Internet Life, The Jerusalem Post, Showtime Television, Britannica encyclopedia, The Discovery Channel, The History Channel, A&E, National Public Radio, BBC News, People magazine, así como otras muchas publicaciones o emisiones de medios de comunicación del mundo entero. Y más de 1,3 millones de personas visitan el sitio Casebook: Jack the Ripper cada año, demostrando así el interés que despiertan estos registros.
Stephen P. Ryder ha sido entrevistado reiteradamente por este asunto en televisión, en radio, y en medios de la prensa escrita, y a menudo también ha sido convocado como consultor en documentales y proyectos de película vinculados con Jack the Ripper.